# Khalil bey Khasmammadov
Khalil bey Khasmammadov (en azéri : Xəlil bəy Hacıbaba oğlu Xasməmmədov, né le 25 octobre 1873 (6 novembre dans le calendrier grégorien) à Gandja et mort en le 11 août 1945 à Istanbul) est un homme politique et figure publique azerbaïdjanaise.

## Éducation
Khalil bey Khasmammadov étudie au Gymnase classique de Gandja, et en 1895 il reçoit le diplôme de droit de l’Université de Moscou.

## Activité politique
Son activité politique commence pendant les années universitaires lorsqu'il est membre de la Société des musulmans du Caucase. Il travaille ensuite comme avocat dans les tribunaux de district d'Ekaterinodar (actuel Krasnodar) et de Ganja.
À l'automne 1905, avec son frère Alakbar, Khasmammadov participe à la création de Difai (Défense), une association politique clandestine à Gandja. Le groupe, qui comprend également des intellectuels tels que Nasib Yusifbeyli, Ismayil Ziyadkhanov et Ahmed Bey Aghayev, cherche à contrer l'activité de la Fédération révolutionnaire arménienne.
Khasmammadov a également été actif lors de la création de la République démocratique d'Azerbaïdjan en 1918. Il était membre du Conseil national azerbaïdjanais et l'un des cosignataires de la déclaration d'indépendance de la République démocratique d'Azerbaïdjan à Tiflis le 28 mai 1918.

## Carrière de ministre
Pendant la période d’ADR, Khasmammadov occupe des postes ministériels dans quatre des cinq cabinets du gouvernement azerbaïdjanais. Khasmammadov est le premier ministre de la Justice du 28 mai 1918 au 17 juin 1918 ; Ministre de l'Intérieur du 26 décembre 1918 au 16 juin 1919; et à nouveau ministre de la Justice du 24 décembre 1919 jusqu'au 1er avril 1920. Il obtient la coopération des ministères de la Défense, de la Sécurité nationale et des Affaires intérieures pour faire face aux défis extérieurs contre le statut d'État.
Début avril 1920, Khasmammadov est nommé ambassadeur de l'ADR en Turquie et à son arrivée à Istanbul, le gouvernement de l'ADR tombe aux mains des bolcheviks. Il reste en Turquie pour le reste de sa vie.